# Tabriz Petrochemical Team
Tabriz Petrochemical Team (código UCI: TPT) fue un equipo ciclista iraní de categoría Continental.
Fundado en 2008, estaba patrocinado por la compañía petroquímica Tabriz Petrochemical. Desapareció en 2016.
El equipo corría principalmente en carreras del UCI Asia Tour, el circuito continental asiático, aunque ocasionalmente participó en carreras del UCI America Tour y el UCI Europe Tour. Su debut en una cita europea se produjo en 2009, en el Circuito Montañés.

## Equipos filiales
La escuadra contaba con dos equipos filiales de ruta, uno sub-23 y otro sub-19.
Tenía asimismo un equipo de MTB.

## Sede
El equipo tenía su sede en Tabriz (8 km Azarshahr Road), capital de la provincia de Azerbaiyán Oriental (Irán).
Su patrocinador, Tabriz Petrochemical, está radicado en esa misma ciudad, la cuarta más poblada del país y la segunda por su sector industrial.

## Clasificaciones UCI
A partir de 2005 la UCI instauró los Circuitos Continentales UCI, donde el equipo está desde que se creó en 2008, registrado dentro del UCI Africa Tour. Estando en las clasificaciones del UCI Africa Tour Ranking, UCI Asia Tour Ranking y UCI Europe Tour Ranking.
Las clasificaciones del equipo y de su ciclista más destacado son las siguientes.
| Temporada                | Clasificación por equipos | Mejor corredor en la clasificación individual | Posición |
| 2007-2008 (Asia Tour)    | 1º                        | Hossein Askari                                | 1º       |
| 2008-2009 (Asia Tour)    | 1.º                       | Ghader Mizbani                                | 1.º      |
| 2008-2009 (Europe Tour)  | 121.º                     | Ghader Mizbani                                | 910º     |
| 2009-2010 (Africa Tour)  | 10º                       | Boris Shpilevsky                              | 49.º     |
| 2009-2010 (America Tour) | 22.º                      | Andrey Mizourov                               | 112.º    |
| 2009-2010 (Asia Tour)    | 1.º                       | Mahdi Sohrabi                                 | 1.º      |
| 2009-2010 (Europe Tour)  | 103.º                     | Boris Shpilevsky                              | 667º     |
| 2010-2011 (Asia Tour)    | 1º                        | Mahdi Sohrabi                                 | 1º       |
| 2010-2011 (Europe Tour)  | 99.º                      | Markus Eibegger                               | 616º     |
| 2011-2012 (Asia Tour)    | 2º                        | Hossein Alizadeh                              | 1º       |
| 2012-2013 (Asia Tour)    | 1º                        | Ghader Mizbani                                | 3º       |
| 2013-2014 (Asia Tour)    | 1º                        | Mirsamad Pourseyedi                           | 1º       |

## Palmarés
Para años anteriores, véase Palmarés del Tabriz Petrochemical

### Palmarés 2016

#### Circuitos Continentales UCI
| Fechas | Circuito | Carreras | Ganador |

## Plantilla
Para años anteriores, véase Plantillas del Tabriz Petrochemical

### Plantilla 2016
| Corredor                   | Nacimiento | Nacionalidad | Equipo 2015                 |
| Behnam Ariyan              | 11/04/1990 | Irán         | Pishgaman Giant Team        |
| Alireza Asgharzadeh        | 12/04/1986 | Irán         | Tabriz Shahrdari Team       |
| Esmail Bagheri             | 22/10/1994 | Irán         | Tabriz Petrochemical (2013) |
| Maik Robert Cioni          | 17/10/1979 | Italia       | Tabriz Shahrdari Team       |
| Mohammad Reza Eimani       | 15/06/1993 | Irán         | Tabriz Shahrdari Team       |
| Mohammad Ganjkhanlou       | 04/07/1997 | Irán         | Neoprofesional              |
| Ali Khademi                | 01/01/1992 | Irán         | Tabriz Petrochemical        |
| Behnam Khalilikhosroshahi  | 07/02/1989 | Irán         | Tabriz Petrochemical        |
| Pouya Khatoon              | 05/09/1994 | Irán         | Neoprofesional              |
| Karim Korrami              | 05/06/1991 | Irán         | Tabriz Petrochemical        |
| Abolfazl Nazari Daghalian  | 04/05/1991 | Irán         | Tabriz Petrochemical        |
| Hamed Pasebankhajeh        | 23/09/1988 | Irán         | Pishgaman Giant Team        |
| Hamid Pourhashemi          | 13/06/1990 | Irán         | Tabriz Shahrdari Team       |
| Mahdi Rajabikaboodcheshmeh | 20/03/1994 | Irán         | Pishgaman Giant Team        |
| Hamid Shirisisan           | 21/03/1982 | Irán         | Tabriz Petrochemical        |

1. 1 2  Desde el 1 de julio.
2. 1 2  Hasta el 30 de junio.
3. ↑  Hasta el 1 de mayo.